# Bitwa o Donbas (1919)
Bitwa o Donbas – walki między Armią Czerwoną a Siłami Zbrojnymi Południa Rosji o kontrolę nad regionem Donieckiego Zagłębia Węglowego.
Po wyparciu armii Ukraińskiej Republiki Ludowej z Charkowa i Kijowa i powołaniu marionetkowej Ukraińskiej SRR ze stolicą w Charkowie, w marcu 1919 r. Armia Czerwona uderzyła na opuszczoną przez armię niemiecką w listopadzie 1918 i zajętą przez białą Armię Ochotniczą centralną część Donbasu. Jej celem było opanowanie strategicznie położonych (umożliwiających dalszych marsz ku Krymowi, Morzu Azowskiemu i Czarnemu) oraz istotnych gospodarczo terytoriów. Po ciężkich, toczonych ze zmiennym szczęściem walkach do końca marca opanowała kluczowe ośrodki na tym obszarze (Juzowkę, Ługańsk, Debalcewo, Mariupol), by stracić je na rzecz białych już w następnym miesiącu. Działania białych oddziałów Władimira Maj-Majewskiego opisywane są jako jedna z najbardziej błyskotliwych kampanii przeprowadzonych przez tę stronę konfliktu w rosyjskiej wojnie domowej. 20 kwietnia front rozciągał się wzdłuż linii Dmitrowsk-Gorłowka, a biali mieli faktycznie otwartą drogę w kierunku Charkowa, stolicy Ukraińskiej SRR. Do 4 maja ich ataki odpierał Ługańsk. Dalszym sukcesom Sił Zbrojnych Południa Rosji w maju 1919 r. sprzyjał konflikt czerwonych z anarchistami Nestora Machno (którzy w marcu byli jeszcze ich sojusznikami) oraz bunt dotychczasowego sojusznika bolszewików atamana Matwija Hryhorjewa.
Bitwa o Donbas zakończyła się na początku czerwca 1919 r. całkowitym zwycięstwem białych, którzy kontynuowali ofensywę w kierunku Charkowa, Jekaterynosławia, a następnie Krymu, Mikołajowa i Odessy.

## Sytuacja przed bitwą
Część Donbasu została zajęta przez Kozaków dońskich pod dowództwem Piotra Krasnowa w listopadzie i grudniu 1918 r., po wycofaniu się wojsk niemieckich i za zgodą ukraińskiego hetmana Pawła Skoropadskiego. 19 listopada 1918 r. Krasnow wkroczył do Ługańska, a na początku grudnia jego oddziały zajęły Mariupol, Juzowkę i Debalcewo. Zorganizował również administrację Republiki Dońskiej w rejonach ługańskim i słowianoserbskim.
Od listopada 1918 r. przygotowywana była ofensywa Armii Czerwonej na Ukrainie, która rozpoczęła się w pierwszych dniach stycznia 1919 r. zdobyciem Charkowa. W końcu miesiąca oddziały radzieckie, do których przyłączały się miejscowe oddziały partyzanckie uczestniczące wcześniej w powstaniu antyhetmańskim oraz zbrojne oddziały robotnicze z miast, opanowały Połtawę i Jekaterynosław. Dla dowództwa białej Armii Ochotniczej stało się jasne, że Kozacy Krasnowa nie będą w stanie utrzymać się w Donbasie ani powstrzymać marszu czerwonych na południe, w kierunku Morza Czarnego – tym bardziej, że na początku 1919 r. Krasnow po raz kolejny skoncentrował większość swoich sił pod Carycynem, podejmując trzecią nieudaną próbę zdobycia miasta. Oznaczało to zagrożenie dla kontrolowanych przez białych Taganrogu i Rostowa nad Donem. Utrata Donbasu oznaczałaby dla białych również stratę silnie uprzemysłowionych obszarów o dużym znaczeniu gospodarczym. W związku z tym gen. Anton Denikin jeszcze w grudniu 1918 r. zrezygnował z zamysłów przyłączenia się do oblężenia Carycyna, poprowadzenia dalszej ofensywy w górę Wołgi, w celu odcięcia czerwonych od Morza Kaspijskiego i odebrania im Astrachania, a w konsekwencji połączenia się Sił Zbrojnych Południa Rosji z wojskami adm. Aleksandra Kołczaka nad środkową Wołgą. Zamiast tego przystąpił do przerzucania sił do obrony Donbasu i Krymu. Do końca marca Denikin przerzucił na tereny na północ i zachód od Rostowa nad Donem 18 tys. żołnierzy.
Klęski Kozaków dońskich wymusiły na nich podporządkowanie się dowództwu Armii Ochotniczej. 19 lutego 1919 r. Piotr Krasnow złożył dowództwo, oddając je w ręce Afrikana Bogajewskiego i zgadzając się na to, by Kozacy dońscy, razem z Armią Ochotniczą, Kozakami tereckimi i kubańskimi weszli w skład Sił Zbrojnych Południa Rosji.

## Przebieg walk
W bitwie o Donbas po stronie czerwonych uczestniczyły 8 Armia (wchodząca w skład Frontu Południowego) oraz samodzielna grupa wojsk pod dowództwem Innokientija Kożewnikowa, przekształcona następnie w 13 Armię (w składzie Frontu Ukraińskiego), złożona z 3 i 4 ukraińskiej dywizji powstańczej, następnie zreorganizowanych jako 41 i 42 dywizja strzelecka. Siły Kożewnikowa rozmieszczone były wzdłuż linii Hundoriwśka-Mytiakinśka-Ługańsk, dalej na północ od Debalcewa, na południe od Bachmutu i na południe w kierunku stacji kolejowej Wołnowacha. Odcinek między Wołnowachą a nabrzeżem Morza Azowskiego utrzymywały sprzymierzone z bolszewikami oddziały anarchistów Nestora Machno jako 3 brygada Dywizji Zadnieprzańskiej 2 Ukraińskiej Armii Radzieckiej.

### Walki w marcu-kwietniu

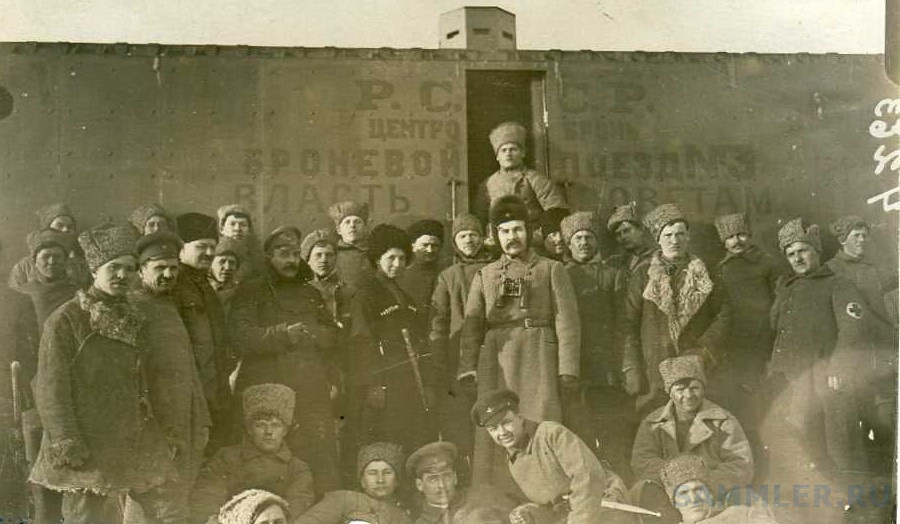
Dowódca 13 Armii Innokientij Kożewnikow (w środku, z lornetką) w otoczeniu załogi pociągu pancernego "Włast' Sowietom". Po lewej od niego Ludmiła Mokijewska-Zubok, jedyna w historii kobieta dowodząca pociągiem pancernym; zginęła na początku marca w walkach o Debalcewo.

W marcu grupa Kożewnikowa podjęła pierwszą próbę wyparcia białych z Donbasu. Armia Czerwona uderzyła na centralną część Donbasu z Nikitowką, Jenakijewem, Juzowką, Bachmutem i Ługańskiem. Szczególnie zacięte walki miały miejsce w rejonie Debalcewa, kluczowego węzła kolejowego, który Armia Czerwona opanowała 16 marca. Wobec braku postępów wojsk Kożewnikowa dowodzący Frontem Południowym Władimir Gittis wbrew intencjom naczelnego dowódcy Armii Czerwonej Jukumsa Vacietisa przerzucił część 8 Armii w kierunku zachodnim jako wsparcie. Przerzut wojsk został jednak zahamowany w ostatnich dniach marca przez wiosenne roztopy i uszkodzenia sieci kolejowej. 28 marca oddziały 13 Armii wkroczyły do Jenakijewego, Nikitowki, Makiejewki i Gorłowki, zaś 3 kwietnia zajęły Juzowkę, Jasinowatą i Starobieszewo. 1 kwietnia Dywizja Zadnieprzańska pod dowództwem Pawła Dybienki opanowała Mariupol i zbliżyła się na odległość 30-40 km od Taganrogu. Jednak już 6 i 7 kwietnia dywizje kawalerii białych pod dowództwem Andrieja Szkury i Władimira Maj-Majewskiego przełamały obronę czerwonych w centralnej części Donbasu i ponownie opanowały Juzowkę, Wołnowachę, Mariupol, Makiejewkę, Jasynuwatą, Jenakijewo i Gorłowkę. Wołnowacha została odbita przez Armię Czerwoną po kolejnej krwawej bitwie 24 kwietnia, dwa dni później czerwoni ponownie kontrolowali Mariupol, a 28 kwietnia – Juzowkę. W miastach zajmowanych przez bolszewików tworzone były rady i komitety wykonawcze, przeprowadzano rejonowe zjazdy rad.
Wskutek walk funkcjonujące w Donbasie zakłady przemysłowe oraz linie kolejowe zostały w poważnej części zniszczone lub przerwały produkcję. Znaczna część robotników z rodzinami, uciekając przed działaniami wojennymi, opuściła region. W końcu marca zjazd rad nowo utworzonej guberni donieckiej wybrał gubernialny komitet wykonawczy z Artiomem (Fiodorem Siergiejewem) na czele i opracował plan odbudowy przemysłu Donbasu. W kwietniu 1919 r. stolicą guberni został de facto Bachmut, następnie, gdy zdecydowano o poszerzeniu granic guberni, jej władze przeniesiono do Ługańska.

### Kontrofensywa białych (koniec kwietnia-czerwiec 1919 r.)
Jeszcze w końcu kwietnia 1919 r. biali przystąpili do kontrofensywy, wzmocnionej przez użycie czołgów. 60 sztuk tej broni zostało dostarczonych przez aliantów w ramach pierwszej partii uzbrojenia, razem z 200 tys. sztuk broni palnej i 500 mln sztuk amunicji oraz 6200 karabinami maszynowymi i 168 samolotami. W pierwszych starciach, w których została ona użyta, nowa broń budziła wśród czerwonych panikę. Czołgi wielokrotnie bez problemów podjeżdżały blisko pozycji czerwonych, zadając im poważne straty, lub też na sam ich widok czerwonoarmiści rzucali się do ucieczki. Dzięki użyciu czołgów oddziały Maj-Majewskiego ponownie opanowały Juzowkę, Jasynuwatą, Kriniczną oraz Debalcewo. Maj-Majewski z powodzeniem wykorzystywał istniejącą w Donbasie sieć komunikacyjną, zwłaszcza linie kolejowe, by sprawnie przemieszczać się między miejscowościami. Na czele sił liczących od 3 do 6 tys. żołnierzy skutecznie odpierał uderzenia ponad trzykrotnie, a nawet dziesięciokrotnie silniejszych zgrupowań Armii Czerwonej.

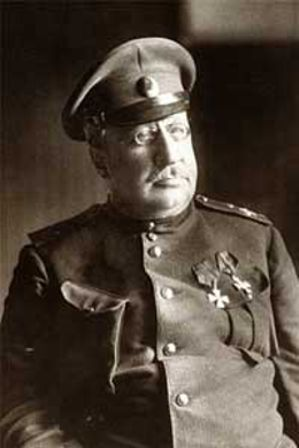
Władimir Maj-Majewski odniósł podczas walk o Donbas szereg efektownych zwycięstw nad siłami czerwonych

Innym czynnikiem, który przyczynił się do sukcesu białych, był konflikt między dowództwem Armii Czerwonej a siłami Nestora Machno, który formalnie podporządkował się radzieckiemu dowództwu, ale nie życzył sobie rozciągnięcia władzy bolszewickiej na teren kontrolowanego przez siebie Wolnego Terytorium. Machno nie utrzymywał nawet łączności z dowództwem Frontu Południowego Armii Czerwonej, z którym z racji sąsiedztwa teoretycznie winien koordynować swoje działania, ani ze sztabem 13 Armii. W maju i czerwcu 1919 r. białe oddziały Andrieja Szkury bez większych trudności przebiły się przez linie obrony machnowców. Lew Trocki ogłosił wówczas Machnę człowiekiem wyjętym spod prawa. Na zapleczu głównego frontu walk czerwonych z białymi doszło do starć sił bolszewickich z machnowcami. W maju 1919 r. przeciwko dowództwu Armii Czerwonej i ukraińskim bolszewikom zbuntował się również sprzymierzony z nimi dotąd ataman Matwij (Nikifor) Grigorjew. Jego 20-tysięczne oddziały na trzy tygodnie opanowały obszar z Jekaterynosławiem, Jelizawietgradem, Chersoniem, Krzemieńczukiem, Mikołajowem, Czerkasami, Aleksandrią i Krzywym Rogiem, wiążąc tym samym znaczne siły czerwonych. Walki z machnowcami i bunt Grigorjewa doprowadziły do odsłonięcia prawej flanki 13 Armii, która po atakach białych z użyciem czołgów musiała się wycofać.
20 kwietnia front rozciągał się wzdłuż linii Dimitrowsk-Gorłowka, a biali mieli faktycznie otwartą drogę w kierunku Charkowa. Następnie zajęte zostały Nikitowka, Bachmut i Słowiańsk. 21 kwietnia oddziały Andrieja Szkuro dotarły pod Ługańsk, broniony przez jednostki 8 Armii, 1 Moskiewską dywizję robotniczą M. Pieriewierajewa oraz 15 dywizję inzeńską J. Lacisa. W mieście ogłoszona została mobilizacja robotników, utworzono kierujący obroną komitet wojskowo-rewolucyjny z Z. Lapinem na czele. Do dywizji inzeńskiej ochotniczo wstąpiło 9 tys. robotników z Ługańska i Alczewska, a także część chłopów z pobliskich wsi. 30 kwietnia obrońcy miasta przeszli do kontrofensywy w rejonie Ostrej Mogiły i odrzucili atakujących na 30 km od miasta, jednak 4 maja nie zdołali odeprzeć kolejnego ataku. Ługańsk tego samego dnia został opanowany przez białych.
8 maja Lenin wzywał Radę Komisarzy Ludowych Ukraińskiej SRR do szczególnej mobilizacji w obronie Donbasu. Sugerował przerzucenie w ten region części jednostek, które walczyły w tym samym czasie na zachodzie i w centrum Ukrainy, jednak jego polecenia nie zostały zrealizowane.

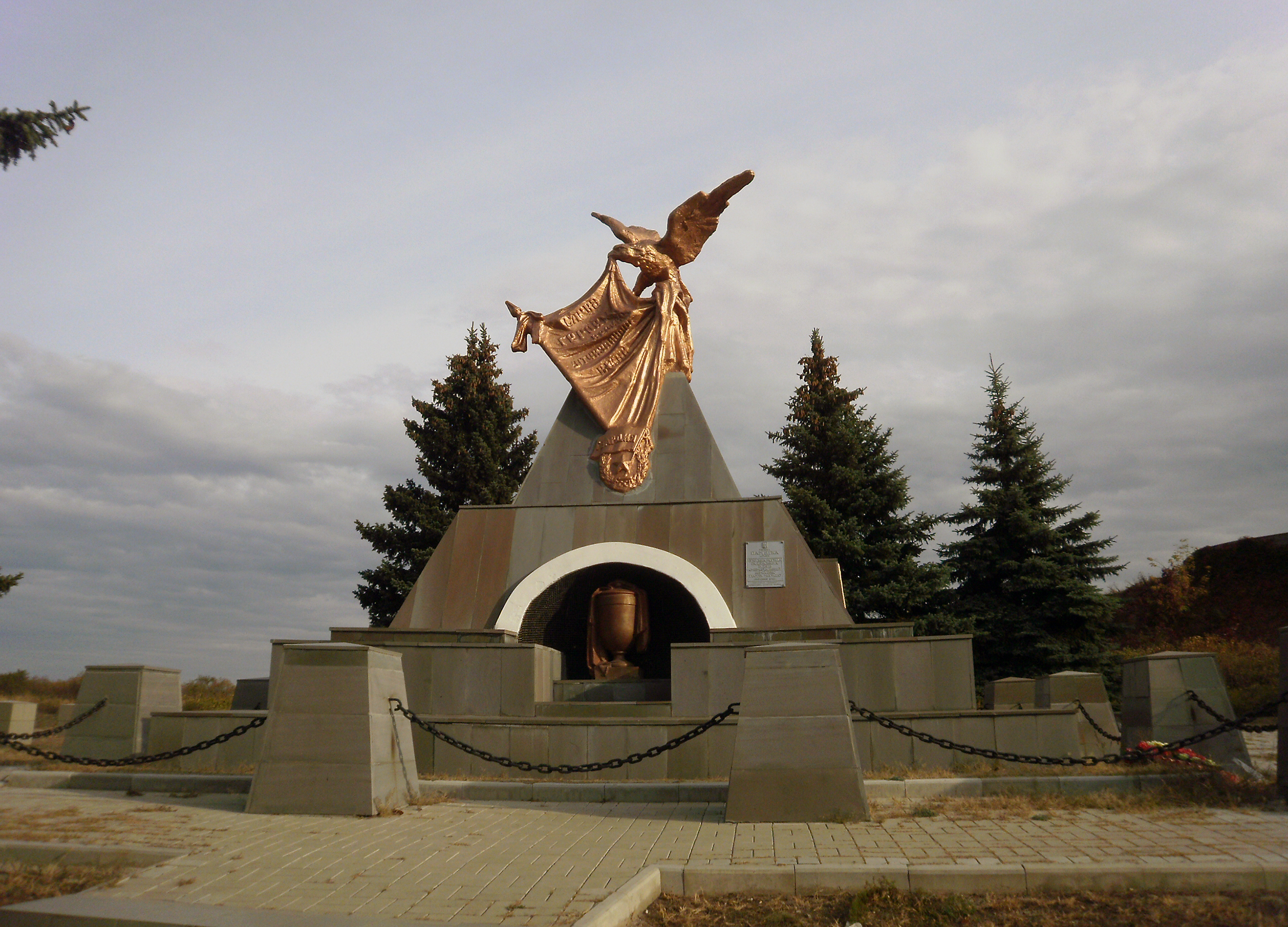
Pomnik obrony Ługańska na przełomie kwietnia i maja 1919 r. na Ostrej Mogile

W teorii w końcu kwietnia 1919 r. czerwoni nadal mieli w Donbasie przewagę liczebną, dysponowali również większą liczbą dział i karabinów maszynowych. Równocześnie jednak biali, w odróżnieniu od przeciwników, byli w stanie znakomicie wykorzystać kawalerię, a ich dowódcy na Froncie Południowym znacząco przewyższali umiejętnościami dowódców czerwonych. Kompetencji dowódczych i doświadczenia zabrakło zwłaszcza Innokientijowi Kożewnikowowi, Anatolijowi Skaczce (dowodzącemu 2 Ukraińską Armią Radziecką między kwietniem a czerwcem 1919 r.), Tichonowi Chwiesinowi (dowódcy 8 Armii od marca do maja 1919 r.), Pawłowi Kniagnickiemu (dowódcy 9 Armii od listopada 1918 r. do czerwca 1919 r.). Ponadto w połowie czerwca 1919 r. na stronę białych przeszedł dowódca 9 Armii N. Wsiewołodow, który prawdopodobnie już przez poprzednie kilka miesięcy, pełniąc w tym samym związku operacyjnym obowiązki szefa sztabu, przekazywał informacje o planach czerwonych ich przeciwnikom. Trudne pozostawały relacje między czerwonymi dowódcami, w tym byłymi oficerami lub podoficerami armii Imperium Rosyjskiego, a współdowodzącymi komisarzami oraz żołnierzami, nadal utrzymywały się problemy z dyscypliną. Wartość bojowa oddziałów czerwonych, które jeszcze niedawno prowadziły działania partyzanckie i dopiero na krótko przed marszem na Donbas zostały zorganizowane w 13 Armię, była znacznie niższa niż wartość doświadczonych oddziałów pod komendą Maj-Majewskiego. W ocenie Nikołaja Kakurina już w połowie kwietnia osłabiona 13 Armia nie była zdolna do działań zaczepnych. Innym czynnikiem, który sprzyjał sukcesowi białych w Donbasie, był fakt, iż czerwoni toczyli w tym samym okresie walki na wielu frontach równocześnie – przeciwko interwentom na północy, przeciwko państwom bałtyckim, na Ukrainie, w marcu-kwietniu również przeciwko ofensywie adm. Kołczaka na Syberii. To ten ostatni kierunek uważany był za priorytetowy i to on otrzymywał większość uzupełnień.
Na początku czerwca 1919 r. bitwa o Donbas zakończyła się całkowitym zwycięstwem białych, którzy kontynuowali ofensywę na Ukrainie Lewobrzeżnej i Słobodzkiej. W końcu miesiąca Armia Ochotnicza rozbiła budowany naprędce przez czerwonych Charkowski Region Umocniony i 27 czerwca wkroczyła do Charkowa. Vacietis nakazał po tej klęsce wycofanie się sił uczestniczących dotąd w walkach na Lewobrzeżu do "bezpiecznej strefy", tj. do tych guberni w europejskiej części Rosji, gdzie władza bolszewików nie była kwestionowana.
Biali kontrolowali Donbas do końca 1919 r., gdy po klęsce ofensywy armii Denikina na Moskwę, Armia Czerwona ponownie opanowała ten obszar w toku operacji donbaskiej.